# Helen Shapiro
Pour les articles homonymes, voir Shapiro.
Helen Shapiro, née le 28 septembre 1946 à Bethnal Green à Londres, est une chanteuse de rock britannique, . 

## Biographie
Helen Shapiro naît le 28 septembre 1946 à Bethnal Green à Londres.
Elle figure deux fois à la première place du hit-parade britannique en 1961 avec You Don't Know et Walkin' Back to Happiness, alors qu'elle n'a que 14 ans. Elle enregistre notamment pour les disques Columbia et Pye.
En février 1963, elle est en tête d'affiche d'une tournée qui traverse l'Angleterre, en première partie, avec un jeune groupe de Liverpool : The Beatles.
Le succès s'étant éloigné, Helen Shapiro s'oriente vers le jazz et la musique gospel. Elle participe à la comédie musicale Oliver!, de Lionel Bart.
Elle publie son autobiographie en 1993, intitulée Walking Back to Happiness.
Sa chanson Tell Me What He Said, de Jeff Barry, a été adaptée en français en mai 1962 sur des paroles de Frank Gérald par Les Chats Sauvages, en deux versions, pour devenir Tout ce qu'elle voudra.

## Discographie
Singles (sélection)
- Don't Treat Me Like a Child / When I'm With You (Columbia, 1961)
- You Don't Know / Marvellous Lie (Columbia, 1961)
- Walkin' Back to Happiness / Kiss 'n' run (Columbia, 1961)
- Tell Me What She Said / I apologise (Columbia, 1962)
- Woe Is Me / I Walked Right In (Columbia, 1963)